# Heimbach (Lauter)
Der Heimbach ist ein gut eineinhalb Kilometer langer Wasserlauf im südpfälzischen Teil des Wasgaus (Rheinland-Pfalz) und ein linker Zufluss der Lauter, die hier, an ihrem Oberlauf, noch Wieslauter genannt wird.

## Verlauf
Der Heimbach entspringt im Wasgau auf einer Höhe von 229 m ü. NHN  am Südrand von Dahn in der Wiesenflur Hochwiesen-Woog. Er fließt zunächst in einer Grünzone südwestwärts am Südrand der Ortschaft durch die Flur Heimbach-Woog und verschwindet dann östlich eines Tennisplatzes verrohrt in den Untergrund. Nach knapp einen halben Kilometer taucht er im Kurpark wieder an der Oberfläche auf und bildet dort den Kurpark-See. Er unterquert noch die B 427 und mündet schließlich auf einer Höhe von 203 m ü. NHN von links in  die Wieslauter.

## Tourismus
Mitten auf der Bundesstraße 427 kreuzen der Prädikatswanderweg Pfälzer Waldpfad und der Fernwanderweg Pirmasens–Belfort den Heimbach.